# Marcello Marrocco
Marcello Marrocco (Bülach, 7 giugno 1969) è un dirigente sportivo ed ex calciatore italiano, di ruolo difensore.

## Carriera

### Giocatore
Formatosi nel Toma Maglie e nel Napoli, nel 1988 si trasferisce al Potenza con cui milita per tre stagioni in Serie C2.
Lascia i lucani nel 1991 per giocare con il Ravenna. In Romagna vince il Girone A della Serie C2 1991-1992, ottenendo la promozione in categoria superiore. Anche la stagione seguente in Serie C1 è coronata dal successo, poiché il romagnoli vincono il Girone A, ottenendo la seconda promozione consecutiva.
Marrocco lascia i romagnoli per giocare con il Carpi, con cui si piazza all'undicesimo posto del Girone A della Serie C1 1993-1994.
La stagione seguente torna al Ravenna ridisceso in terza serie. Con i giallorossi vince il Girone A della Serie C1 1995-1996 ottenendo la sua seconda promozione in cadetteria.
Con i ravennati esordisce in Serie B, ottenendo l'ottavo posto della Serie B 1996-1997.
La stagione seguente dopo aver iniziato il campionato con i giallorossi, passa a novembre al Genoa.
In rossoblu esordisce il 9 novembre 1997 nella vittoria casalinga per 2-1 contro la Fidelis Andria. La stagione con il Grifone si conclude al nono posto, lontano dalla zona promozione.
La stagione seguente gioca tutta la stagione col “Grifone” collezionando 18 partite dopo aver recuperato da un infortunio alla schiena.
La stagione successiva scende in terza serie, al Modena. Con i canarini si piazza al dodicesimo posto del Girone A.
Nel 2000 passa al Dundee Football Club, in Scozia, militante in Scottish Premier League. Nella prima stagione scozzese ottiene il sesto posto riuscendo ad aggiudicarsi la qualificazione per i preliminari di UEFA LEAGUE il seguente anno. 
Classificati al nono posto in quella seguente. Nell'ultima annata con i biancoblu non scende mai in campo avendo subito un grave infortunio che lo terrà fuori dai giochi fino alla fine del campionato giocato.

### Agente FIFA
Dopo il suo ritiro da calciatore, ha militato come secondo allenatore affiancando Dario Bonetti nell'esperienze in serie C con Gallipoli, Juve Stabia e Pescina Valle del Giovenco.  È divenuto un agente FIFA e dal 30 settembre 2010 agente di calciatori.
- Serie C2: 1

Ravenna: 1991-1992
- Serie C1: 2

Ravenna: 1992-1993, 1995-1996